# Denis Verschueren
Pour les articles homonymes, voir Verschueren.
Denis Verschueren, né le 11 février 1897 à Berlaar et mort le 18 avril 1954 à Lierre, est un coureur cycliste belge. Il fut professionnel de 1923 à 1939 et a remporté Paris-Tours en 1925 et 1928, le Tour de Belgique en 1925, le Tour des Flandres et Paris-Bruxelles en 1926. Ses frères Constant Verschueren et Pol Verschueren ont également été cyclistes professionnels.

## Palmarès
- 1923
  - 2e étape du Criterium du Midi
  - Trophée de Provence
  - 3e de Bordeaux-Marseille
  - 3e du Grand Prix de l'Escaut
  - 3e de La Haye-Arnhem-La Haye
- 1924
  - Saint-Brieuc-Brest-Saint-Brieuc :
    - Classement général
    - 1re étape

  - 2e du Grand Prix de l'Escaut
  - 2e du Circuit des villes d'eaux d'Auvergne
  - 3e du championnat de Belgique sur route
- 1925
  - Paris-Tours
  - Tour de Belgique :
    - Classement général
    - 1re, 2e et 3e étapes

  - 2e de la Coupe Sels
  - 3e du championnat de Belgique sur route
- 1926
  - Tour des Flandres
  - Paris-Bruxelles
  - 2e étape de Saint-Brieuc-Brest-Saint-Brieuc
  - Paris-Longwy
  - Prix Goullet-Fogler (avec Aloïs de Graeve)
  - 3e du Circuit de Paris
- 1927
  - Circuit de la Vienne
  - 2e de Paris-Longwy
- 1928
  - Paris-Tours
  - 2e du Grand Prix de Hesbaye
  - 2e du GP Wolber
- 1929
  - Grand Prix de Hesbaye
- 1930
  - Grand Prix de l'Escaut
- 1931
  - 3e du Grand Prix de l'Escaut
- 1932
  - 2e du Grand Prix de l'Escaut
- 1933
  - 3e du Circuit des régions flamandes